# Lyman (Nebraska)
Lyman is een plaats (village) in de Amerikaanse staat Nebraska, en valt bestuurlijk gezien onder Scotts Bluff County.

## Demografie
Bij de volkstelling in 2000 werd het aantal inwoners vastgesteld op 421. In 2006 is het aantal inwoners door het United States Census Bureau geschat op 404, een daling van 17 (-4,0%).

## Geografie
Volgens het United States Census Bureau beslaat de plaats een oppervlakte van 1,0 km², geheel bestaande uit land. Lyman ligt op ongeveer 1234 m boven zeeniveau.

## Plaatsen in de nabije omgeving
De onderstaande figuur toont nabijgelegen plaatsen in een straal van 32 km rond Lyman.